# Cercospora exosporioides
Cercospora exosporioides är en svampart som beskrevs av Bubák 1915. Cercospora exosporioides ingår i släktet Cercospora och familjen Mycosphaerellaceae.   Inga underarter finns listade i Catalogue of Life.